# Південний потік

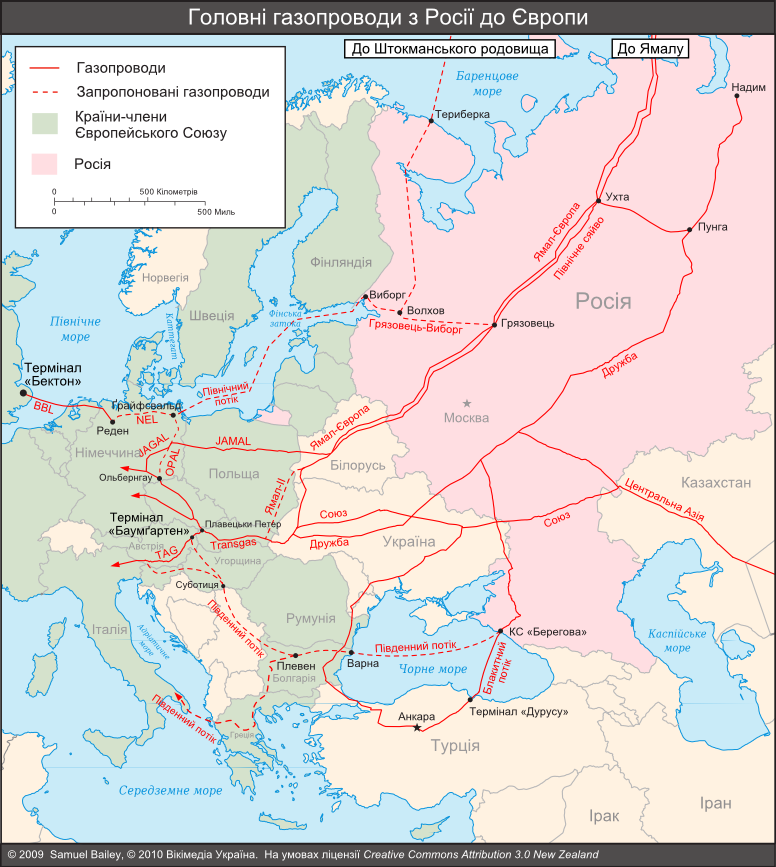
Головні газопроводи з Росії до Європи

«Півде́нний поті́к» (рос. Южный поток, англ. South Stream) — раніше планований російсько-італійський проєкт системи газопроводів, що мав пройти дном Чорного моря з Новоросійська в болгарський порт Варну (або до Румунії) і далі через Балканський півострів в Італію й Австрію.
Перші поставки газу трубопроводом мали відбутися наприкінці 2015 року. Крім Росії в проєкті беруть участь Болгарія, Австрія, Угорщина, Греція, Сербія, Словенія і Хорватія.
Перший рамковий меморандум про проєктування й будівництво «Південного потоку» підписали 23 червня 2007 російський енергетичний концерн Газпром і італійський нафтогазовий концерн Eni. Планувалося, що до проєкту «Південний потік» могли приєднатися інші учасники, але їхня участь стосувалася лише наземної мережі газогонів. Та ж частина, яка мала би пройти дном Чорного моря, повинна була належати «Газпрому» та Eni в рівних частках — 50% на 50%.
7 грудня 2012 мало відбутись символічне зварювання першого стику газопроводу «Південний потік» поблизу Анапи.
Навесні 2014 року, після анексії Криму Росією, європейські політики називали проєкт газопроводу «мертвим», а 17 квітня 2014 Європейський парламент прийняв резолюцію, у якій йшлося про відмову від побудови «Південного потоку». У середині квітня 2014 року секцію газопроводу «Південний потік» розібрали в Болгарії.

## Огляд
Російською територією і водами мали пройти близько 230 км газопроводу, стільки само — болгарськими, на виняткову економічну зону Туреччини мали припадати приблизно 470 км. Вийшовши на узбережжя Болгарії, далі російський газ мав «іти» через територію цієї країни, а також Сербії, Угорщини та Словенії на північ Італії. Газопроводи-відведення планували побудувати до Хорватії та Сербської Республіки у складі Боснії та Герцеговини. Загальна довжина чорноморської ділянки мала скласти близько 900 км, а максимальна глибина більше 2 км. Пропускна здатність нового газопроводу мала скласти 47-63 млрд м³ у рік. Для наземної ділянки від Болгарії розглядали два можливих маршрути — один на північний захід, інший — на південний захід. Поки визначені початкова та кінцева точки — це Росія і Італія, і Австрія, як варіант. Сировинною базою «Південного потоку» є газ із газотранспортної системи Росії, а ресурсною базою — російський газ з Центральної Азії й Казахстану.
Будівництво «Південного потоку» планували завершити до 2013. Вартість підводної ділянки оцінювали в 6-10 млрд доларів. Загальний кошторис проєкту міг скласти до 25 млрд доларів.
«Південний потік» мали створити для диверсифікації постачання російського природного газу в Європу й зниження залежності постачальників і покупців від країн-транзитерів, зокрема від України й Туреччини. «Південний потік» вважали конкурентним проєктом газопроводу «Набукко» в обхід Росії, від участі в якому Газпром, очевидно, відмовиться, ставлячи цей проєкт перед проблемою браку завантаження.

## Маршрути
«Південний потік» існував лише в політичних деклараціях і про маршрути прокладки обох гілок станом на 2010 не було визначеності. Передбачуваний  орієнтовний маршрут проходив через економічні води України і Туреччини, і проєктній компанії у разі ухвалення рішення про реалізацію проєкту довелося б отримати дозвіл Києва. Втім, заборонити будівництво згідно з нормами міжнародного морського права було б складно, тільки на базі можливих екологічних проблем. Але довести їхню наявність українським властям складно, враховуючи наявність прецеденту успішного функціонування труби через Чорне море — «Блакитного потоку».
Щодо наземного маршруту, південно-західну гілку планувалося прокласти через Грецію, звідти - через Іонічне море до Італії. Північно-західна гілка за планом мала пройти до Італії з відгалуженням до Австрії. Як транзитні країни розглядали Румуніб, Угорщину та Словенію. Альтернативні маршрути могли пройти через Сербію і Хорватію. У результаті операції між Газпромом і Сербією, у межах якої остання приєдналася до проєкту, а «Газпром» заручився 50%-ми сербської ділянки «Південного потоку», найімовірнішим став другий варіант маршруту. Велика частина морської ділянки проходила б економічною зоною України, частина маршруту - економічною зоною Румунії.

## Узгоджувальний процес

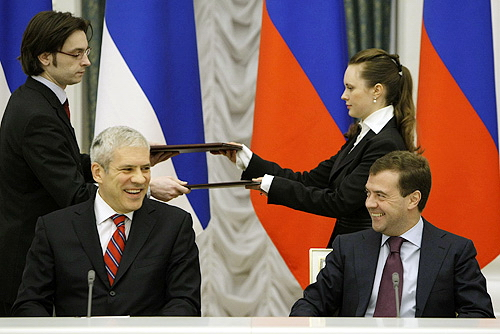
Сербський і російський президенти Борис Тадич і Дмитро Мєдвєдєв подписують угоду про спорудження Південного потоку, 2008

18 січня 2008 до проєкту «Південний потік» приєдналася Болгарія: уряди Росії і Болгарії підписали угоду про участь останньої в проєкті. Болгарська відрізок буде на 50% належати національної компанії «Булгаргаз» і на 50% Росії. 13 липня 2009 року Болгарія призупиняє свою участь в проєкті газопроводу «Південний потік». Влітку 2010 Газпром починає перемовини з Румунією з метою замінити нею Болгарію. З країнами учасницями проєкту в «Газпрому» виникають суперечності щодо прав власності на трубу: країни хочуть мати національні ділянки в себе.
21 січня 2008 уряд Сербії і «Газпром» уклали пакет угод, до складу якого входить участь Сербії в проєкті. Згідно з угодою, частка Росії в спільному підприємстві складе 51%, Сербії — 49%.
28 лютого 2008 Росія і Угорщина підписали угоду про співпрацю при реалізації проєкту газопроводу «Південний потік». Частки Росії та Угорщини в спільному підприємстві складуть 50% для кожної сторони.
29 квітня 2008 до проєкту приєдналася Греція. У Москві за підсумками переговорів президента Росії Володимира Путіна і прем'єр-міністра Греції Константіноса Караманліса було підписано міжурядову угоду про будівництво грецької ділянки «Південного потоку». Документ аналогічний угод, підписаних по ділянках «Південного потоку» з Болгарією та Угорщиною. 7 травня 2010 року «Газпром» і грецька компанія DESFA, оператор національної газотранспортної системи Греції, підписали в Москві угоду про будівництво грецької ділянки газопроводу «Південний потік».
8 серпня 2009 прем'єр-міністри Росії Володимир Путін і Туреччини Реджеп Ердоган підписали протокол про співробітництво у газовій сфері, за яким турецька сторона надасть РФ дозвіл на проведення досліджень по проєкту газопроводу «Південний потік» у своїх територіальних водах, а також дасть попередню згоду на будівництво магістралі. Будівництво газопроводу «Південний потік» може початися в листопаді 2010 року, про це заявив журналістам в Анкарі віце-прем'єр Російської Федерації Ігор Сечин.
20 жовтня 2009 року Росія і Сербія підписали угоду про будівництво «Південного потоку», для чого буде створена спільна російський-сербська проєктна компанія South Stream Serbia.
14 листопада 2009 за підсумками переговорів прем'єр-міністра РФ Володимира Путіна з главою словенського уряду Борутом Пахором підписаний міжурядовий договір зі Словенією про будівництво газопроводу «Південний потік».
У березні 2010 року Хорватія підписала угоду з РФ про приєднання до «Південного потоку».
24 квітня 2010 Росія і Австрія підписали міжурядову угоду про будівництво газопроводу «Південний потік». Підписи під документом у присутності прем'єр-міністра Росії Володимира Путіна і канцлера Вернера Файмана поставили міністр енергетики Сергій Шматко і глава австрійського мінекономіки Райнгольд Міттерлєнер. Крім того, «Газпром» і австрійський енергоконцерн OMV підписали базову угоду про співпрацю.
Марсел Крамер після відходу з поста керівника голландської газотранспортної компанії Gasunie в серпні 2010 року стане головою ради директорів і головним виконавчим директором South Stream AG — компанії-оператора морської частини газопроводу «Південний потік».

### Акціонерна угода
16 вересня 2011 «Газпром», німецька BASF, французька EdF і італійська ENI підписали акціонерну угоду щодо «Південного потоку». Документ підписаний у присутності прем'єр-міністра РФ Володимира Путіна в рамках міжнародного інвестиційного форуму в Сочі. «Газпром» є найбільшим акціонером «Південного потоку» з часткою 50%. Німецькій BASF і французької EdF належать по 15%, а частка італійської ENI порівняно з початковою зменшилася до 20%.
Згідно з угодою, «Південний потік» — проєкт будівництва газопроводу по дну Чорного моря в Болгарію, потім у Сербію, Угорщину, Словенію, Австрію та Північну Італію. Відводи будуть зроблені в Хорватію, Македонію, Грецію і Туреччину. Введення в експлуатацію газопроводу планувалося на грудень 2015 (потужність прокачування 15 750 000 000 кубометрів газу на рік), вихід на проєктну потужність (63 млрд кубометрів) біло заплановано на 2018. Для реалізації проєкту були підписані міжурядові угоди з Болгарією, Сербією, Угорщиною, Грецією, Словенією, Хорватією та Австрією.
Передбачалося, що газопровід «Південний потік» буде складатися з чотирьох ниток по 15 570 000 000 кубометрів кожна. Перша нитка повинна була введена в експлуатацію 30 грудня 2015. Передбачалося введення по одній нитці на рік, з виходом газопроводу на повну потужність (63 млрд кубометрів) у 2018. Вартість будівництва морської ділянки газопроводу орієнтовно складала близько 15,5 млрд євро.

## Критика
Єврокомісар з питань енергетики Гюнтер Етінгер назвав цей проєкт таким, що суперечить інтересам Євросоюзу і попередив «Газпром» про можливі проблеми з контрактами, якщо South Stream завадить європейському газопроводу-конкуренту Nabucco.
Своєю чергою тодішній президент України Віктор Янукович запропонував[коли?] провести цей трубопровід територією України. Він підрахував: будівництво «Південного потоку» обійдеться Росії в цьому випадку уп'ятеро дешевше. Російська влада протягом багатьох років твердила про намір позбутися посередництва інших країн в питанні транзиту, тому скептично поставилася до ініціативи президента України.

## Закриття проєкту
Європарламент своїм рішенням від 17 квітня 2014 зупинив будівництво "Південного потоку".
Згідно з резолюцією, яку проголосували в Страсбурзі, існує 
...нагальна необхідність міцної спільної політики у сфері енергетичної безпеки з метою зниження залежності ЄС від російських нафти і газу, в тому числі, за допомогою диверсифікації джерел постачання енергоносіїв, повної реалізації третього енергетичного пакету і можливість призупинення, при необхідності, імпорту газу... Європарламент вважає, що газопровід "Південний потік" не слід будувати, і що повинні бути доступні інші джерела поставок
Зі свого боку Болгарія демонтувала на своїй території труби газопроводу "Південний потік" з першим зварним швом. Перший зварний шов як символ початку будівництва російського трубопроводу через територію Болгарії був зроблений в жовтні 2013 року за участю представників російської компанії "Газпром".
1 грудня 2014 Росія відмовилася від будівництва газогону «Південний потік». Росія не може продовжувати реалізацію проєкту Південний потік, — заявив президент Володимир Путін на прес-конференції в Анкарі під час державного візиту у Туреччину. Натомість він оголосив про плани збудувати новий газопровід через Чорне море в напрямку Туреччини. Того ж дня глава Газпрому Олексій Міллер заявив, що повернення до проєкту газопроводу "Південний потік" не буде.

### Реакція Росії
Росія звинуватила Євросоюз у тиску на країни-учасниці "Південного потоку", але продовжувала наполягати на його зведенні. Так, 18 квітня 2014 року міністр енергетики РФ Олександр Новак сказав, що РФ продовжить побудову газопроводу.

### Коментар Європи
Єврокомісар з питань енергетики Ґюнтер Оттинґер висунув умовою для втілення газпромовського проєкту зміну політичної поведінки Росії в російсько-українському конфлікті. В інтерв'ю часопису «Frankfurter Allgemeine Zeitung» він заявив, що справа застопорилася через небажання Росії рахуватися з європейськими принципами:
Ми продовжимо переговори, якщо російська сторона повернеться до міжнародно-правового поля і буде готова до конструктивної співпраці на основі нашого енергетичного законодавства. <...> У нинішніх умовах, що нагадують громадянську війну у східній Україні, і без визнання Москвою (нового) уряду в Києві, ми певно не дійдемо жодної політичної угоди щодо наших переговорів.

### Інформація дійшла до Москви
Російська агенція Інтерфакс 8 червня 2014 з посиланням на болгарську радіостанцію "Дарик радио" нарешті повідомила про висловлювання голови болгарського уряду Пламена Орешарськи, який в неділю розпорядився призупинити всі роботи в рамках проєкту «Південний потік». З його слів це рішення буде діяти до завершення розгляду питання в Європейській комісії, де вважають, що цей проєкт не відповідає антимонопольним нормативам ЄС.

### Позиція Чехії
ПМ Богуслав Соботка рішуче виразився проти будівництва Південного потоку, адже його реалізація зашкодить інтересам України

### Визнання Путіна
Росія врешті решт теж була змушена зупинити проєкт будівництва газопроводу "Південний потік" «...через позицію Болгарії», як повідомив президент Росії Путін. За його словами в останні три роки "Газпром" профінансував South Stream майже наполовину - на суму $ 4,66 млрд. У тому числі в 2014 році інвестиції були збільшені в порівнянні з початковим планом майже на 80% - до 135 млрд рублів.
Ми не можемо почати будівництво в морі доти, поки у нас немає дозволу від Болгарії <...> Тому ми змушені будемо переглянути нашу участь у цьому проєкті
 - заявив Путін 1 грудня 2014 на прес-конференції в Стамбулі під час свого візиту до Туреччини